# 金石镇 (潮州市)
金石镇，是中华人民共和国广东省潮州市潮安区下辖的一个乡镇级行政单位。

## 行政区划
金石镇下辖以下地区：
宫前社区、远光村、古楼一村、古楼二村、湖美村、潘厝村、龙下村、下陇村、田头村、厂头村、辜厝村、陈厝巷村、黄厝巷村、张厝巷村、上官路村、廖厝村、赖厝村、翁厝村、仙都一村、仙都二村、仙都三村和塔下村。